# Eriocaulon matopense
Eriocaulon matopense là một loài thực vật có hoa trong họ Cỏ dùi trống. Loài này được Rendle mô tả khoa học đầu tiên năm 1906.